# Mr. K
Mr. K is een Nederlands-Belgisch-Noorse surrealistische dramafilm uit 2024, geschreven en geregisseerd door Tallulah H. Schwab. De hoofdrol wordt vertolkt door Crispin Glover.

## Verhaal
Mr. K, een rondreizende illusionist, komt in een kafkaëske nachtmerrie terecht wanneer hij de uitgang van het hotel waarin hij de nacht heeft doorgebracht niet kan vinden. Zijn pogingen om eruit te geraken, brengen hem alleen maar dieper in het hotel, waar hij geconfronteerd wordt met zijn vreemde bewoners.

## Rolverdeling
| Acteur            | Personage |
| ----------------- | --------- |
| Crispin Glover    | Mr. K     |
| Sunnyi Melles     |           |
| Fionnula Flanagan |           |
| Bjørn Sundquist   |           |
| Dearbhla Molloy   |           |
| Barbara Sarafian  |           |
| Peter Schoenaerts | Mr. Lean  |
| Jan Gunnar Røise  | Anton     |
| Esmée van Kampen  | Melinda   |
| Sam Louwyck       | oude man  |
| Yassine Ouaich    | hulpkok   |

## Productie
Mr. K werd geschreven en geregisseerd door Tallulah Hazekamp Schwab en wordt geproduceerd door A Private View (België), Lemming Film (Nederland), The Film Kitchen en Judy Tossell, met steun van het Nederlands Filmfonds, The Netherlands Film Production Incentive, Creative Europe, Paradiso Filmed Entertainment, LevelK, Eurimages, het Vlaams Audiovisueel Fonds, Screen Flanders, het Belgische Tax shelter en het Noors Filminstituut.

### Filmopnames
De filmopnames vonden volledig plaats in Vlaanderen en eindigden in april 2023.

## Release
Mr. K ging op 6 september 2024 in première op het Internationaal filmfestival van Toronto in de "Platform"-sectie.

## Prijzen en nominaties
De belangrijkste:
| Jaar | Prijs                 | Categorie                                             | Genomineerde(n)                                       | Uitslag  |
| ---- | --------------------- | ----------------------------------------------------- | ----------------------------------------------------- | -------- |
| 2024 | Imagine Film Festival | Méliès d’Argent voor Beste Europese Fantastische Film | Méliès d’Argent voor Beste Europese Fantastische Film | Gewonnen |